# Loris Lombardo
Loris Lombardo (Savona, 23 ottobre 1985) è un percussionista e compositore italiano dell'area Musica etnica e World music, fondatore e costruttore dell'azienda di handpan Lombardo Handpan e l'autore del primo manuale al mondo dedicato allo studio dell'handpan: Handpan Manuale Completo.
Loris Lombardo ha introdotto per la prima volta nella storia del Festival di Sanremo l'handpan, suonandolo sul palco dell'Ariston in diretta internazionale Rai accompagnando la cantante Emma Marrone. Per l'esibizione ha usato i 5 handpan costruiti appositamente dal lui stesso.

## Biografia

### I primi studi
Loris Lombardo nasce a Savona dove ha le prime esperienze musicali già all'età di 2 anni, quando comincia a suonare la batteria del padre. A 14 anni decide di intraprendere gli studi di batteria con Tullio De Piscopo, alla scuola NAM di Milano, dopo aver ascoltato un suo vinile da solista. Continua gli studi di batteria approfondendo la sua tecnica presso la Soncino Percussion Academy (dove segue un corso di perfezionamento in jazz) e la Ultimate Drum Experience di Londra e con maestri come Jojo Mayer, Vic Firth, Gavin Harrison, Billy Ward.  A novembre 2011 vince il primo premio al World Drum Contest 2011, concorso internazionale di batteria organizzato dal magazine www.planet-drum.com.

### Gli studi classici
Terminati gli studi di batteria, all'età 20 anni intraprende gli studi di percussioni classiche (marimba, vibrafono, xilofono, timpani sinfonici, ecc.) presso il Conservatorio G.F. Ghedini di Cuneo, dove si laurea a pieni voti, e per sette anni suona nell'Orchestra Bruni di Cuneo durante il conosciuto evento del Concerto di Ferragosto.

### Le percussioni etniche
Lo studio delle percussioni classiche e del pianoforte lo spinge a ricercare nuovi timbri musicali e sonorità particolari. Questa ricerca lo porta a conoscere strumenti a percussione derivanti da tutto il mondo, per cui inizia a studiare per poter apprendere le diverse tecniche dai più grandi maestri di percussioni etniche: Mısırlı Ahmet (doholla), Zakir Hussain (tabla), Trilok Gurtu (percussioni e tabla).

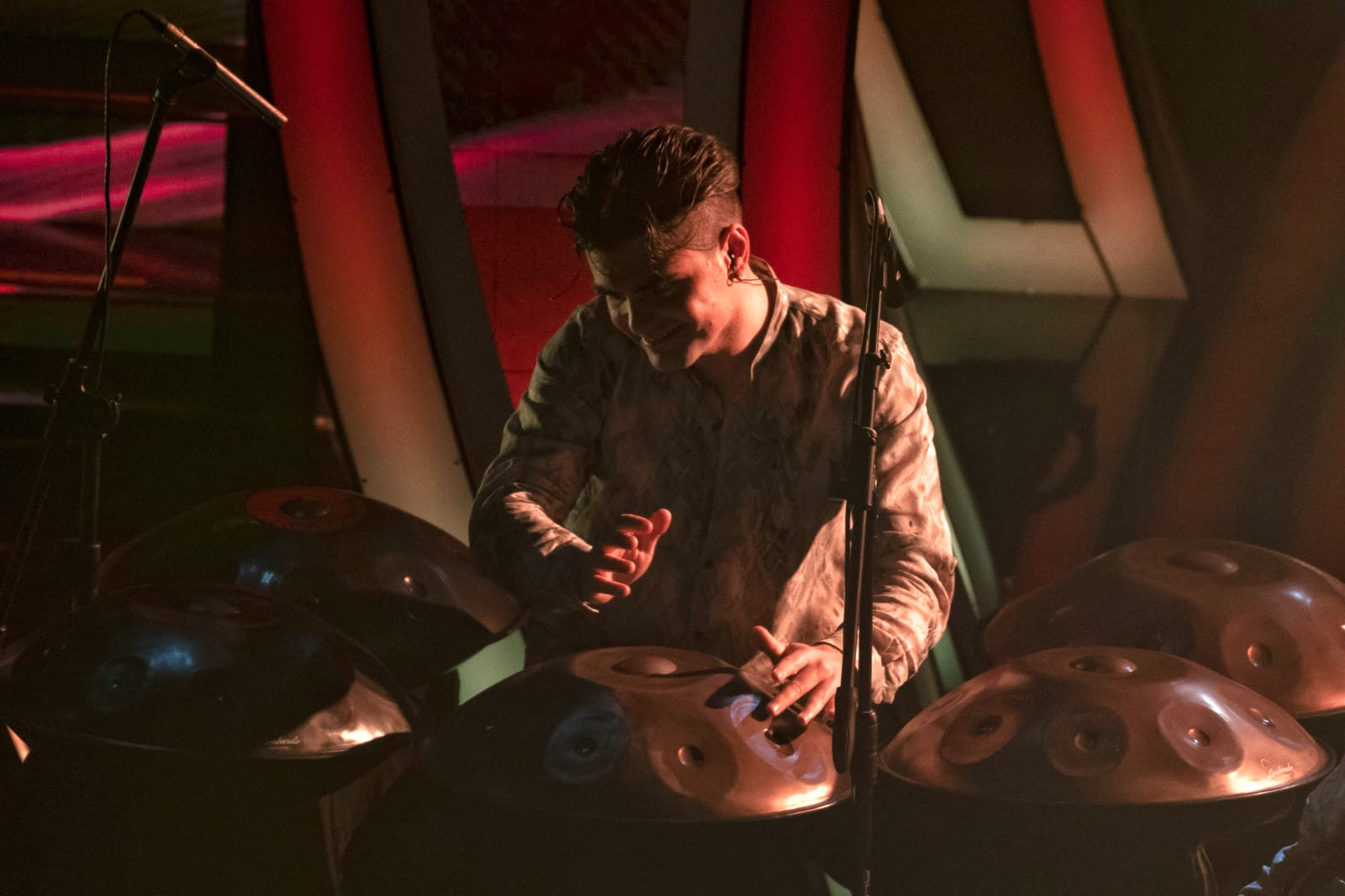
M° Lombardo suona i Lombardo Handpan

### L'handpan
Negli anni di ricerca musicale, nasce la passione per un particolare strumento a percussione: l'handpan. Dopo un'attesa di dieci anni si reca in Finlandia per avere il suo primo handpan, che diventerà protagonista nel suo set di percussioni, col quale vince, il 16 giugno 2012, il primo premio al Percfest tenutosi a Laigueglia, festival europeo delle percussioni. L'handpan è uno strumento recente, nato nel 2000, e pertanto non esisteva una tecnica per poterlo suonare. Per questo motivo, egli comincia a scrivere una serie di esercizi da applicare all'handpan, basandosi sui suoi studi di batteria e di percussioni classiche ed etniche, e nel 2015 apre la prima sezione didattica dedicata allo studio dell'handpan, fondando la Handpan & Percussion Academy, dapprima con sede a Savona ed ora itinerante. Nel 2016 esce il suo primo singolo: Handpan & Percussion Concert, nome dell'omonimo spettacolo che porta in vari teatri d’Italia, Inghilterra e Germania. Nel 2017 pubblica tramite la casa editrice Volontè&Co Handpan Manuale Completo, il primo manuale al mondo sulla tecnica dell'handpan, divenuto bestseller in Italia e, dal 2018, disponibile in lingua inglese con distribuzione mondiale. Il 17 marzo 2017 porta il suo spettacolo alla trasmissione televisiva Italia's Got Talent, ottenendo la standing ovation della giuria composta da Claudio Bisio, Luciana Littizzetto, Nina Zilli e Frank Matano. Nel 2018 ha dato avvio alla sua attività di produzione di handpan creando il proprio marchio, Lombardo HANDPAN, al fine di poterlo divulgare.

Nel 2023, Loris Lombardo ha tenuto un concerto presso il Berklee College of Music di Boston, suonando i suoi Lombardo Handpan insieme al percussionista Sergio Bellotti.

### Collaborazioni

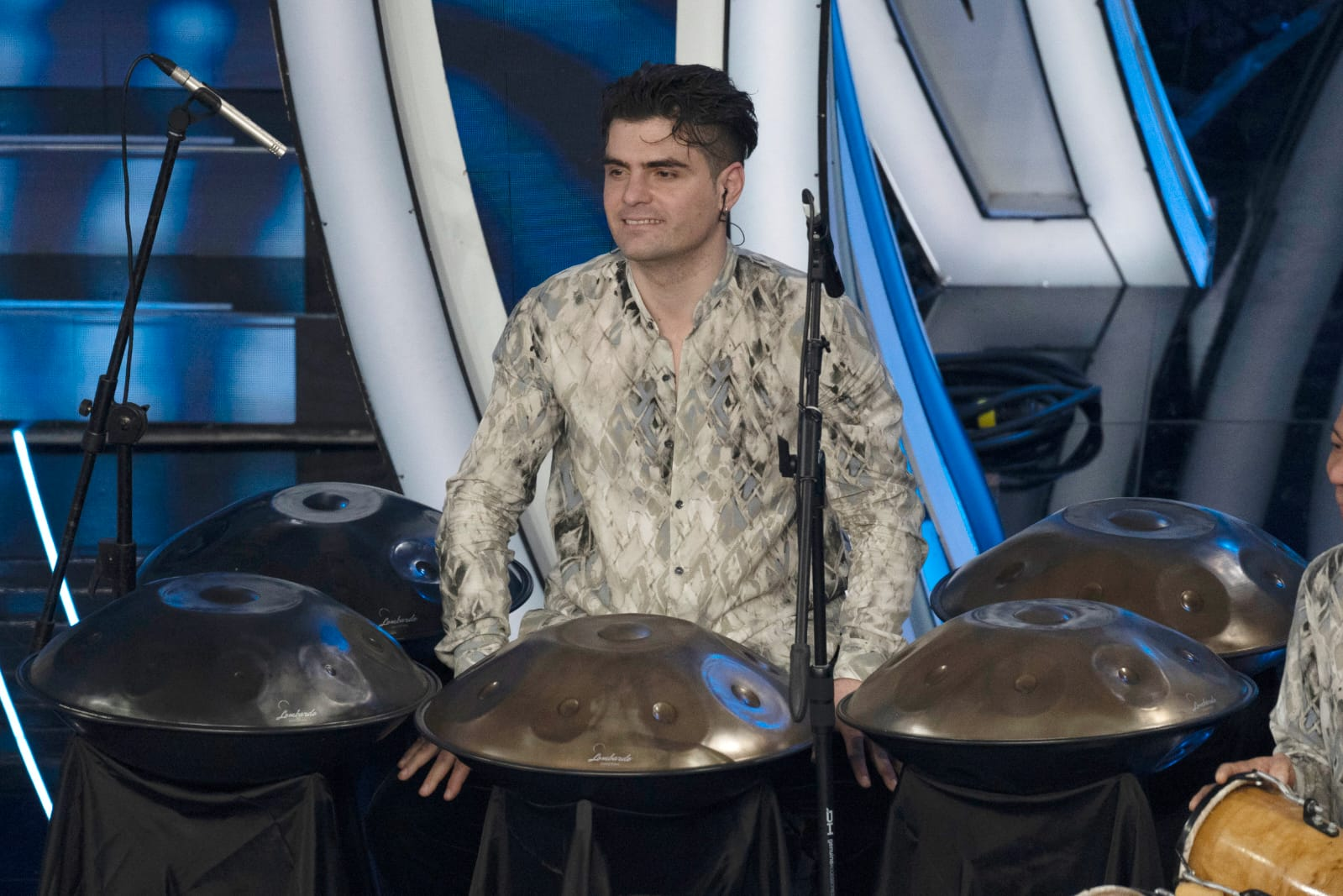
Loris Lombardo con il set di 5 Lombardo Handpan al Festival di Sanremo 2020

Tra le sue collaborazioni: Emma Marrone, Andrea Braido, Orchestra della Magna Grecia da solista con la cantante Simona Molinari, Antonio Marangolo, Clara Moroni, Prem Joshua, Beppe Gambetta, Carlo Aonzo, Marlene Kuntz, Richard Barbieri, Max Manfredi, Fabio Zuffanti ed altri.
Scrive articoli per i migliori giornali didattici nazionali di percussioni e batteria come Drumsetmag e Planetdrum.
È endorser per Meinl, Pearl e Hardcase Technologies

## Discografia
- 2002 - Diatrema
- 2003 - La compagnia della Casaccia - Storie d'amore e di mare
- 2007 - Orchestra Romualdo Marenco - Città dei campionissimi
- 2008 - Claudio Bellato e Dino Cerruti - The evening songs
- 2009 - Sergio Pennavaria - Senza lume a casaccio nell'oscurità
- 2010 - Orchestra di fiati - Antonio Forzano
- 2012 - Timbrica - Loris Lombardo e Danilo Raimondo
- 2012 - A Brigà – Artemisia
- 2013 - A Brigà – Brigà(ta) partigiana
- 2014 - Chaos Venture 1.0
- 2015 - Dremong
- 2015 - Fabio Zuffanti - La curva di Lesmo
- 2016 - Gwernael Milot - Garden of olives
- 2016 - Loris Lombardo - Handpan & percussions concert
- 2016 - Roberto De Bastiani - Risvolti
- 2016 - Gioacchino Costa - Sottopelle-Sottoterra
- 2017 - Vie - Eliana Zunino e Katia Ambra Zunino
- 2017 - Roberta Alloisio e Stephane Casalta

## Tournée
- Myrddin: tour 2004
- Myrddin: tour 2005
- Compagnia della Casaccia: tour 2006
- Carlo Aonzo: tour 2007
- Carlo Aonzo: tour 2008
- Carlo Aonzo: tour 2009
- VOV: tour 2010
- VOV: tour 2011
- Carlo Aonzo: tour 2012
- Timbrica: tour 2013
- Officina acustica quartet: tour 2013
- Claudio Bellato e Loris Lombardo: tour 2014
- Handharp: tour 2015
- Orchestra della Magna Grecia: tour 2016 da solista con Simona Molinari
- Max Manfredi: tour 2016
- Handpan & Percussion Concert: tour 2017
- Handpan & Percussion Concert: Tour 2018

## Premi
- 2011, Roma - World Drum Contest - Premio primo classificato
- 2012, Laigueglia - Percfest - Premio primo classificato